# 陳振貴
陳振貴，中華民國學者，最高學歷為諾瓦東南大學高等教育研究所博士，曾任實踐大學、靜宜大學、嶺東科技大學三校校長。陳振貴的專長研究領域為教育學、宗教哲學

## 對臺灣高等教育的貢獻

### 擔任靜宜大學校長時期
以校內硬體建設提升為主，教學用途的方濟樓、格倫樓、學生宿舍「思高學苑」、蓋夏圖書館擴建皆在陳振貴擔任校長期間推動。

### 擔任實踐大學校長時期
以學院為單位推動課程革新，建立「系所學程化」，讓學生可根據個人興趣和未來職涯發展，選擇專精的學習領域；而為了讓學生適應職場生活，另有「810早鳥計畫」，規定大學部學生每學期至少要有一門早上8點10分上課的課程。

### 建言
由於少子化等因素，預估2028年台灣將僅剩16萬大專院校新生。對此，陳振貴接受訪問時呼籲教育部，應建立招生不佳的國立大學退場機制，並重新分配國立、私立大學的校數與學生數。境外招生部分，中國大陸學生因為英語教學的系所學位學程不足，加上政治因素及新冠肺炎疫情幾乎無法來台，擴招國際生是必須的，不能寄望單一招生來源。

## 著作
- 《大學倒了沒？：大學教育和教授的未來》，秀威資訊，ISBN 978-9865729523
- 《從泥土中站起來：番薯王成為大學校長──陳振貴的實踐之路》，秀威資訊，ISBN 978-9869936828